# Smyków (gmina)
Pour les articles homonymes, voir Smyków.
La gmina de Smyków est une commune rurale de la voïvodie de Sainte-Croix et du powiat de Końskie. Elle s'étend sur 62,11 km2 et comptait 3 700 habitants en 2006. Son siège est le village de Smyków qui se situe à environ 17 kilomètres au sud de Końskie et à 25 kilomètres au nord-ouest de Kielce.

## Villages
La gmina de Smyków comprend les villages et localités d'Adamów, Cisownik, Kozów, Królewiec, Matyniów, Miedzierza, Przyłogi, Salata, Smyków, Stanowiska, Strażnica, Świnków, Trawniki et Wólka Smolana.

## Gminy voisines
La gmina de Smyków est voisine des gminy de Końskie, Mniów, Radoszyce et Stąporków.